# Oryzoborus angolensis
Oryzoborus angolensis là một loài chim trong họ Thraupidae.